# Белоусова, Ольга Сергеевна
Ольга Сергеевна Белоусова (26 апреля 2001, Москва) — российская футболистка, полузащитница клуба «Чертаново».

## Биография
Воспитанница московского клуба «Чертаново», первый тренер — Татьяна Бикейкина.
В основной команде «Чертаново» дебютировала в высшей лиге России 9 мая 2018 года в матче против ижевского «Торпедо». Всего в своём первом сезоне сыграла 4 матча, а её команда стала серебряным призёром чемпионата России. В 2021 году сыграла во всех 27 матчах. Первый гол за основу «Чертаново» забила только 24 июня 2023 года в ворота команды «Ростов».
Выступала за юниорскую и молодёжную сборную России. В составе молодёжной сборной признана лучшим игроком турнира «Кубанская весна — 2019» и по состоянию на 2019 год являлась капитаном команды.